# Roberto Magari
Roberto Magari (Firenze, 7 dicembre 1934 – Siena, 5 marzo 1994) è stato un matematico e logico italiano.

## Biografia
Professore ordinario di Algebra nel 1967. Nel 1972 divenne il primo Direttore del Dipartimento di Matematica dell'Università di Siena, dove fondò la Scuola di specializzazione in Logica matematica. È autore di oltre quaranta pubblicazioni scientifiche.
Da lui prendono il nome due teoremi:
- Il Teorema di Magari in Algebra Universale, che afferma che ogni varietà non banale di strutture algebriche contiene almeno un'algebra semplice.[2]

- Il Teorema di Magari sulla Logica Modale GH.[3]

Da lui prendono il nome anche le Algebre di Magari, o Algebre diagonalizzabili.

## Monografie
- Manuale di scacchi eterodossi (con Mario Leoncini), Tip. Senese, Siena, 1980
- Morale e metamorale. Un approccio probabilistico ai problemi morali, Bologna, Clueb, 1986
- Le basi elementari della matematica, Firenze, Sansoni, 1989

## Biografie
- Roberto Magari: una mente algebrica, a cura di Paolo Pagli con un intervento di Roberto G. Salvadori, Urbino, Quattroventi, 2000